# Condado de Hawkins
O Condado de Hawkins é um dos 95 condados do Estado americano do Tennessee. A sede do condado é Rogersville, e sua maior cidade é Rogersville. O condado possui uma área de 1 294 km² (dos quais 34 km² estão cobertos por água), uma população de 53 563 habitantes, e uma densidade populacional de 42 hab/km² (segundo o censo nacional de 2000). O condado foi fundado em 1786.